# The Lucky Ones (альбом)
The Lucky Ones — восьмой альбом американской гранж-группы Mudhoney, выпущен 20 мая 2008 года. Диск был выпущен в честь 20-летия группы и их лейбла Sub Pop. В честь праздника была также выпущена и расширенная версия их дебютного мини-альбома Superfuzz Bigmuff.

## Список композиций
Все песни написаны Mudhoney.
1. «I’m Now» — 2:40
2. «Inside Out Over You» — 3:25
3. «The Lucky Ones» — 4:52
4. «Next Time» — 3:01
5. «And the Shimmering Light» — 3:05
6. «The Open Mind» — 2:26
7. «What’s This Thing?» — 2:54
8. «Running Out» — 3:28
9. «Tales of Terror» — 3:17
10. «We Are Rising» — 4:30
11. «New Meaning» — 2:39

## Принимали участие в записи
- Марк Арм — вокал
- Стив Тёрнер — гитара
- Дэн Питерс — барабаны
- Гай Меддисон — бас-гитара
- Такер Мартин — продюсер
- Билл Инглот — сведение
- Дейв Шульц — сведение
- Джефф Клейнсмит — арт-директор и дизайнер